# Paspalum longiaristatum
Paspalum longiaristatum là một loài thực vật có hoa trong họ Hòa thảo. Loài này được Davidse & Filg. mô tả khoa học đầu tiên năm 1993.